# Afrosataspes
Afrosataspes is een geslacht van vlinders uit de onderfamilie Smerinthinae van de familie pijlstaarten (Sphingidae).

## Soorten
- Afrosataspes galleyi (Basquin, 1982)